# امي تيكسيلت (دو اودرار)
امي تيكسيلت هو دُوَّار يقع بجماعة تيزغت، إقليم طاطا، جهة سوس ماسة في المملكة المغربية. ينتمي الدوّار لمشيخة دو اودرار التي تضم 7 دواوير. يقدر عدد سكانه بـ 191 نسمة حسب الإحصاء الرسمي للسكان والسكنى لسنة 2004.

## روابط خارجية
- البوابة الوطنية للجماعات الترابية
- المندوبية السامية للتخطيط